# Nordskånes fordonsveteraner
Nordskånes Fordonsveteraner (NFV) är en veteranbilklubb i norra skåne. Klubben bildades 1990, och hade 2005 omkring 200 medlemmar.
NFV har under årens lopp genomfört ett stort antal rallyn. Den arrangerade även jubileet Sveriges Grand Prix 40 år, med dels en utställning av tävlingsfordon som kört på tävlingsbanan Råbelöfsbanan norr om Kristianstad, dels med en defileringskörning på banan. Tävlingarna på Råbelöfsbanan samlade de största åskåderskaror som något arrangemang hittills gjort i Kristianstad, omkring 60 000 åskådare under de tre största tävlingsåren 1955–1957.